# Bella Swan

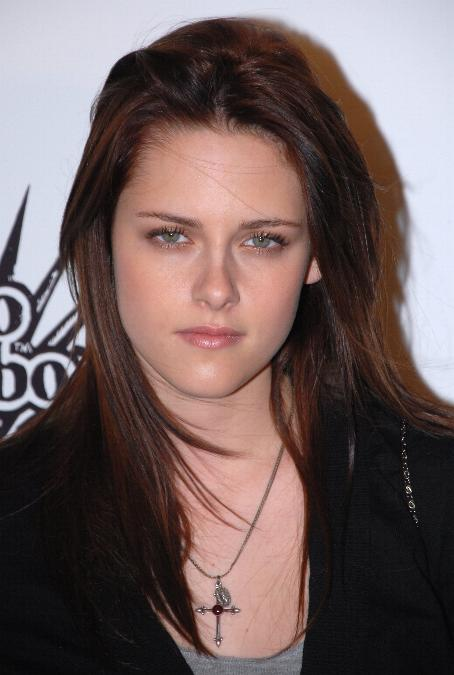

Isabella Marie "Bella" Swan (mai apoi Isabella Marie Cullen) este un personaj fictiv și protagonista seriei Amurg, scrisă de Stephenie Meyer. Seria Amurg, care e alcătuită din romanele Amurg, Luna nouă, Eclipsa, și Zori de zi, e narată în general din punctul de vedere al Bellei.
După ce pleacă din însoritul Phoenix, unde locuia mama ei, Renée, pentru a se muta în înnoratul oraș Forks împreună cu tatăl ei, Charlie, Bella face cunoștință cu membrii misterioasei familii a doctorului Cullen și se îndrăgostește nebunește de Edward Cullen. La scurt timp după aceea, ea își dă seama că în spatele obiceiurilor stranii ale familiei se ascunde un secret tulburător: ei sunt de fapt vampiri. Bellei însă nu îi pasă de asta, ba, mai mult, disperată să nu își piardă iubitul, ea îl imploră să o transforme și pe ea într-un vampir. Edward însă nu își dorește asta, și, în cele din urmă, hotărăște să o părăsească, în speranța că ea va putea duce o viață normală în absența lui. Plecarea lui însă o aruncă pe Bella în cea mai neagră disperare, disperare din care numai prezența lui Jacob Black, un vechi prieten de familie, izbutește să o scoată. Jacob este însă vârcolac și dușmanul vampirilor din naștere, așa că, atunci când Edward se întoarce în cele din urmă la ea, Bella e forțată să renunțe pentru o vreme la prietenia cu el. Încetul cu încetul, fata își dă seama că sentimentele ei pentru Jacob depășesc simpla prietenie, însă dragostea ei pentru el nu este suficient de mare pentru a o determina să îl părăsească pe Edward, cu care se mărită în cele din urmă. După ce dă naștere copilului lui Edward, o fetiță pe nume Renesmee, Bella devine și ea vampir.

## Concept și creație
După mărturia autoarei, toată seria Amurg s-a ivit în urma unui vis pe care ea l-a avut într-o noapte: „o fată obișnuită” și „un vampir [...] excepțional de frumos și de strălucitor [...] aveau o conversație intensă pe o pajiște într-o pădure.” Cei doi discutau dificultățile din relația lor de dragoste neobișuită, și în același timp el era foarte atras de aroma sângelui ei și își folosea toată puterea de stăpânire pentru ca nu cumva să cedeze ispitei de a o ucide.
Numele Isabella este explicat de autoare în următorul fel: „...după ce am petrecut atât de mult timp cu [personajul], o iubeam ca pe o fiică. [...] Inspirată de această iubire, i-am dat numele pe care îl păstram pentru fiica mea, [...] Isabella.”
Trecerea Bellei de la eleva nebăgată de nimeni în seamă din Phoenix la centrul atenției din Forks se bazează pe experiența trăită de Meyer cu prilejul tranziției de la liceu la facultate. „Frumusețea este mult mai subiectivă decât ați crede”, comenta autoarea pe site-ul ei oficial.

## Apariții

### Amurg
vezi articolul Amurg
Romanul Amurg este despre o fată de șaptesprezece ani pe nume Bella Swan, care se mută din orașul Phoenix unde trăia cu mama ei, Renée, la tatăl ei, Charlie, în ploiosul orășel Forks. Încă din prima zi, Bella e intrigată de colegul ei, Edward Cullen, și această mirare atinge cote maxime atunci când tânărul îi salvează viața în două rânduri, dând dovadă de calități supraomenești. Bella începe să investigheze misterul din jurul lui Edward și al familiei sale, apelând la ajutorul lui Jacob Black, un adolescent membru al tribului Quileute, al cărui tată e prieten cu Charlie. Această investigație o conduce către o concluzie neașteptată: Edward și familia sa sunt vampiri. Simțind că nu mai are rost să îi ascundă adevărul, Edward îi mărturisește că ceea ce a spus Jacob este adevărat. Surprinzător, acest fapt nu izbutește să o determine să stea departe de el, în ciuda repetatelor avertismente ale acestuia. Deși amândoi se simt atrași unul de celălalt, Edward este conștient de pericolul la care o expune în mod repetat, întrucât ea pentru el reprezintă o dublă atracție, aroma sângelui ei tentându-l în mod permanent. Relația lor izbutește însă să se desfășoare înainte fără incidente, până când Bella devine ținta unui vampir sadic, James. Cu ajutorul familiei sale, Edward izbutește să o salveze pe Bella și să îl ucidă pe James, însă refuză total să o transforme pe fată într-un vampir, conform dorinței ei.

### Luna nouă
vezi articolul Luna nouă
Luna nouă ne-o înfățișează pe Bella îngrozită de cea de-a optsprezecea sa aniversare, care înseamnă un an în plus față de vârsta fizică a lui Edward. În timpul aniversării organizate pentru ea de către familia Cullen, ea se taie într-o foaie de hârtie și este atacată de Jasper, fratele lui Edward, ceea ce readuce în prim-plan pentru acesta din urmă ideea pericolului permanent în care trăiește Bella din pricina lui. Încercând să o protejeze, Edward o minte că nu o mai iubește și se mută din Forks împreună cu familia sa, conturând începutul unei lungii perioade de suferință și depresie pentru Bella.
După câteva luni, nemaisuportând să o vadă suferind atât de mult, Charlie amenință că o va trimite înapoi la mama ei. Speriată de acest fapt, Bella se hotărăște să iasă împreună cu o colegă la un film. În timp ce se află în oraș, ea descoperă că poate auzi vocea lui Edward atunci când se află în situații primejdioase. Disperată să îi audă vocea din nou, Bella decide să se pună cu bună știință în situații riscante. Ea cumpără două motociclete și i le dă prietenului ei, Jacob, rugându-l să le repare și să o învețe să meargă pe una. Prietenia lor se dezvoltă din ce în ce mai mult și Bella reușește să își mai revină puțin. Însă nici Jacob nu duce lipsă de secrete - el este vârcolac. Bella e atacată de vampirul Laurent, un grup de lupi gigantici o salvează, iar fata află mai târziu că și prietenul ei se numără printre acești vârcolaci, care sunt dușmanii naturali ai vampirilor și care și-au jurat să protejeze oamenii de „băutorii de sânge”. Pe urmele Bellei se află acum Victoria, iubita lui James, care e decisă să răzbune moartea partenerului ei.
Pentru a auzi din nou vocea lui Edward, Bella sare de pe o stâncă și aproape că se îneacă, dar e salvată la vreme de Jacob. La scurt timp după, Alice, sora lui Edward, se întoarce alarmată în Forks. Ea îi explică Bellei că a avut o viziune cu ea aruncându-se de pe stâncă, și că a crezut că încearcă să se sinucidă. În vremea aceasta, Edward este informat greșit de către Rosalie, cealaltă soră a sa, că Bella a murit, drept pentru care se îndreaptă spre Italia, cu intenția de a le cere vampirilor Volturi să îl ucidă. Din fericire, Alice și Bella izbutesc să îl oprească la timp, însă Volturi cer ca Bella să fie transformată la rândul ei în vampir, sau dacă nu, să fie ucisă pentru a nu le trăda secretele. Cei trei sunt nevoiți să promită că Bella va deveni vampir.
Întorși în Forks, Edward îi mărturisește Bellei că de fapt nu a încetat niciodată să o iubească și îi cere iertare. Bella dorește să devină vampir, dar, pentru că Edward tot nu e de acord cu asta, fata îi roagă pe cei din familia Cullen să voteze asupra acestui fapt. Toți votează pentru, mai puțin Edward și Rosalie. Edward însă este de acord ulterior să o transforme chiar el în vampir, dar numai cu condiția ca ea să se mărite cu el.

### Eclipsa
vezi articolul Eclipsa
Eclipsa continuă relația dramatică dintre Bella și Edward. Edward își explică ezitarea de a o transforma pe Bella într-un vampir, spunând că el crede că vampirii sunt ființe fără suflet, care nu au loc în rai. Bella acceptă să se mărite cu el, în ciuda ezitărilor datorate divorțului dintre părinții ei, dar pune condiția ca el să facă dragoste cu ea înainte de a o transforma. Edward refuză inițial, temându-se că și-ar putea pierde controlul și ar răni-o, dar, dându-și seama că e un lucru important pentru Bella, acceptă, cu condiția ca ei doi să se căsătorească înainte.
Pentru a o putea opri pe Victoria, care și-a creat o armată de vampiri nou-născuți care să o ajute în planul ei diabolic de a o totura și ucide pe Bella, familia Cullen se aliază cu vârcolacii conduși de Sam Uley. Jacob își mărturisește iubirea pentru Bella, și, deși ea încearcă să se convingă că el nu reprezintă mai mult decât un prieten pentru ea, în cele din urmă sfârșește prin a admite că e îndrăgostită și de el. Noua situație nu face însă decât să îi rănească și mai mult pe amândoi, întrucât Bella știe că cea mai importantă persoană din viața ei rămâne Edward. Acesta află de sentimentele ei, dar nu o condamnă, considerând că a ajutat la dezvoltarea lor în momentul în care a părăsit-o. În cele din urmă, Victoria este ucisă, și Bella e de acord să îi spună lui Charlie despre logodna dintre ea și Edward.

### Zori de zi
vezi articolul Zori de zi
La începutul cărții, Bella se căsătorește cu Edward, în cadrul unei ceremonii organizate de Alice. Cei doi își petrec luna de miere pe Insula Esme, un dar oferit de Carlisle Cullen soției sale. Cei doi fac dragoste, dar acest fapt naște un conflict între ei. Vânătăile de pe corpul Bellei îl determină pe Edward să refuze să mai facă dragoste cu soția lui până când aceasta nu va fi transformată în vampir. Rugămințile Bellei îl conving însă în cele din urmă. La scurt timp, Bella începe să se simtă rău și își dă seama că e insarcinata. Speriat de dezvoltarea rapidă a fetusului și de posibilul impact pe care acest lucru l-ar avea asupra Bellei, Edward o duce la Carlisle pentru un avort. Însă Bella e decisă să păstreze copilul și îi cere sprijinul lui Rosalie, sora lui Edward, știind că aceasta și-a dorit mereu un copil.
Sarcina avansează cu repeziciune, punând în pericol din ce în ce mai mult viața Bellei. În ciuda acestui fapt, Bella simte o legătură puternică între ea și copil. Deși la început îl urăște pentru că pune în pericol viața soției lui, Edward ajunge și el să își iubească copilul după ce îi aude gândurile și înțelege că și copilul o iubește pe Bella și că încearcă să îi facă cât mai puțin rău cu putință.
După aproximativ o lună de sarcină, copilul ajunge la maturitate. Bella aproape că moare în timpul nașterii, însă Edward reușește să o salveze injectându-i propriul său venin în inimă. Pe parcursul transformării lente și dureroase a Bellei în vampir, Jacob Black se „lipește” (proces prin care un vârcolac își găsește sufletul pereche) în mod involuntar de Renesmee, fiica Bellei.
Lucrurile se precipită o dată cu intrarea vampirilor Volturi în scenă, informați în mod greșit de un vampir pe nume Irina că Renesmee ar fi un copil vampir, fapt care, dacă ar fi fost adevărat, ar fi reprezentat o gravă încălcare a regulilor lumii vampirilor. Ajutați de alți vampiri, Edward și Bella izbutesc să dovedească faptul că Renesmee nu e copil vampir și își câștigă dreptul la o existență tihnită alături de fiica lor.

## Descriere

### Descriere fizică
În romane, Bella e descrisă ca având părul închis la culoare, ochii căprui, pielea foarte albă și fața în formă de inimă. O descriere mai detaliată nu este oferită nicăieri, întrucât Meyer și-a dorit să lase libertate de interpretare cititorilor săi. Ea a oferit pe website-ul său o descriere a felului în care arată Bella din punctul ei de vedere.
Ca semn particular, Bella are pe mâna de care a mușcat-o James un semn pal, cu câteva grade mai rece decât restul corpului ei, și care strălucește în lumina soarelui precum pielea unui vampir.
După transformare, ea devine foarte frumoasă, pielea ei se albește și mai mult, părul ei se întunecă la culoare, și buzele capătă o formă mai plină.

### Descrierea personalității. Abilități
Bella e descrisă drept o persoană înțelegătoare, plină de compasiune, matură pentru vârsta ei, cu un simț al umorului dezvoltat, încăpățânată și împiedicată. E descrisă drept neavând talent în a minți, dar cu toate astea izbutește să se descurce bine în această direcție în mai multe rânduri. Mirosul sângelui îi face rău, fapt care explică în parte de ce, ca vampir nou-născut, ea e capabilă să își controleze nevoia de sânge mai bine decât alți vampiri.
După transformare, Bella capătă o viziune mai clară asupra lumii. Capacitatea minții ei din timpul vieții umane de a respinge abilitățile speciale ale anumitor vampiri (printre care și pe aceea a lui Edward de a citi gândurile) evoluează acum, permițându-i să îi protejeze și pe cei din jurul ei în același mod. Vechea ei stângăcie se face uitată, și mișcările ei împrumută o grație cu totul deosebită, chiar și pentru un vampir, după cum spune chiar Edward la un moment dat.

## Felul în care a fost recepționat personajul de critică
În general, percepția personajului a fost una negativă, Bella fiind percepută de critici drept o persoană lipsită de încredere în sine, obsesivă în privința lui Edward, infantilă și lipsită de scopuri în viață.

## Adaptări cinematografice
În filmele Amurg, Luna nouă și Eclipsa, Bella este jucată de actrița Kristen Stewart. Meyer a mărturisit că a fost „încântată să aibă o Bella care are experiență [într-o arie vastă de genuri de film]”, pentru că Amurg are momente care se potrivesc mai multor genuri de film.